# Hierofalco
Hierofalco CUVIER, 1817, és un subgènere del gènere Falco. Pertanyen a aquest grup els falcons més robusts i de més grans dimensions:
- Falco biarmicus TEMMINCK, 1825 - falcó llaner, amb el crani i el clatell vermellosos o grocs, i les galtes travessades per una estreta franja fosca. Se'n coneixen 5 subespècies, entre les quals hi ha el llaner de Feldegg (F. b. feldeggii); llargada 43-49 cm, pes 500-600 g (mascle), 700-900 g (femella) i el llaner nord-africà (F. b. erlangeri).
- Falco cherrug GRAY, 1834 - falcó sagrat; llargada 46-54 cm, el mascle fa 600-800 g i la femella 1000-1300 g; es diferencia del falcó pelegrí per la manera de volar, per la forma més esvelta del cos i per la cua més llarga. El falcó de l'Altai (« F. altaicus »), segons estudis realitzats recentment per GP Dementiev i A. Schagdarsuren, és tan sols una forma fosca del falcó sagrat, molt estès a l'Àsia central.
- Falcó làgar GRAY, 1834 - que viu a l'Índia i a l'Afganistan.
- Falco rusticolus LINNEAEUS, 1758 - girfalc; llargada 52-63 cm, pes 900-1500 g (mascle), 1400-2100 g (femella); la ratlladura a les galtes és molt feble o fins i tot falta; la lliurea té matisos clars i foscos.

## Biologia
Els falcons d'aquest grup són uns caçadors extremadament hàbils i ràpids, que viuen a les superfícies nues de les muntanyes, als deserts, estepes o tundres. En comparació amb els falcons pelegrins, tenen les plomes de vol una mica més amples i menys punxegudes i una cua molt més llarga; aquestes característiques els permeten de capturar preses tant a l'aire com a terra.